# Toni von Bukovics
Antonia « Toni » Felicitas von Bukovics (née le 13 janvier 1882 à Budapest, morte le 2 novembre 1970 à Vienne) est une actrice autrichienne.

## Biographie
Von Bukovics est la fille d'un fonctionnaire autrichien. En 1909, elle se marie et s'appelle alors Bernecker-Bukovics. Le mariage se termine par un divorce en 1922. Elle séjourne souvent en privé avec son frère à Waidhofen an der Ybbs. Elle exerce sa profession à Vienne, Karlsbad, Marienbad, Teplitz-Schönau, Prague, Zurich, Posen, Stuttgart, Berlin, Rome, La Haye, Amsterdam, Augsbourg, Munich et d'autres théâtres importants.
En 1944, Bukowicz figure sur la Gottbegnadeten-Liste établie par le Ministère de l'Éducation du peuple et de la Propagande du Reich.
Le 16 août 1944, elle s'installe à Waidhofen an der Ybbs et revient à Vienne le 2 novembre 1950.

## Filmographie
- 1935 : Endstation (de)
- 1936 : Trois cœurs de jeunes filles (de)
- 1936 : Gleisdreieck
- 1937 : Heimweh
- 1937 : Autobus S
- 1938 : Kleiner Mann – ganz groß (de)
- 1938 : Sergent Berry (de)
- 1939 : Kongo-Express (de)
- 1941 : Carl Peters
- 1942 : Viel Lärm um Nixi (de)
- 1942 : Himmelhunde (de)
- 1943 : Titanic
- 1943 : Die schwarze Robe
- 1947 : Wiener Melodien (de)
- 1947 : Le Procès
- 1952 : Der Mann in der Wanne
- 1955 : An der schönen blauen Donau
- 1958 : Hallo Taxi (de)
- 1958 : Sebastian Kneipp – Ein großes Leben (de)
- 1959 : Herrn Josefs letzte Liebe (de)
- 1960 : Das Kreuz (TV)
- 1960 : Les cloches sonnent pour tout le monde